# 尤蒂卡 (蒙大拿州)
尤蒂卡（英語：Utica）是位於美國蒙大拿州朱迪斯盆地縣的普查規定居民點。

## 歷史
尤蒂卡的郵局自1881年營運至今。

## 人口
根據2020年美國人口普查的數據，尤蒂卡的面積為0.65平方千米，皆為陸地。當地共有人口23人，而人口密度為每平方千米35.38人。